# Pontilhismo

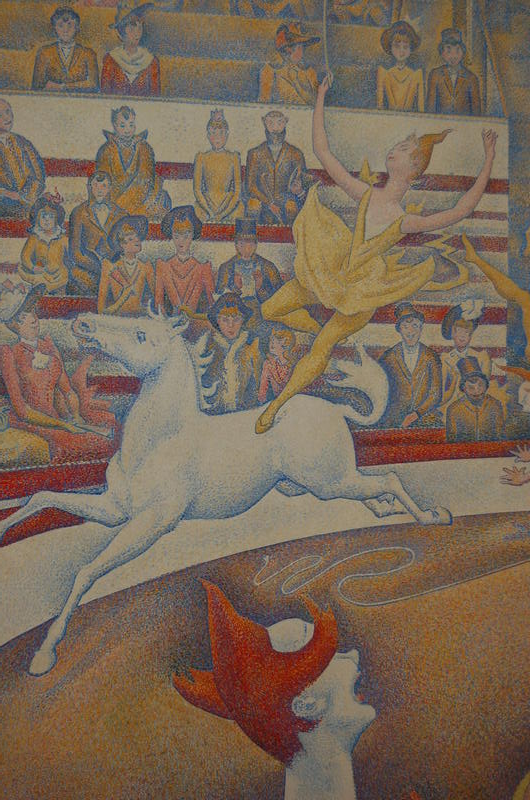
Georges Seurat - O Circo

O Pontilhismo é uma técnica de pintura, derivada do movimento impressionista, em que pequenas manchas ou pontos de cor provocam, pela justaposição, uma mistura óptica nos olhos do observador (imagem). Esta técnica baseia-se na lei das cores complementares, um avanço científico impulsionado no século XIX, por Michel Eugène Chevreul. Trata-se de uma consequência extrema dos supostos ensinamentos dos impressionistas, segundo os quais as cores deviam ser justapostas e não entre mescladas, deixando à retina a tarefa de reconstruir o tom desejado pelo pintor, combinando as diversas impressões registradas.
A técnica de utilização de pontos coloridos justapostos também pode ser considerada o culminar do desprezo dos impressionistas pela linha, uma vez que esta é somente uma abstração do Homem para representar a natureza.

## Histórico
Esta técnica foi criada na França, com grande impulso de Georges Seurat e Paul Signac, em meados do século XIX. A denominação do movimento como Pontilhismo só foi designada ao estilo na década de 1880 a fim de ridicularizar e rebaixar o trabalho desses artistas. Outros movimentos também usaram técnicas parecidas como o Neo-Impressionismo, mas com pinceladas mais largas.   
O pontilhismo é uma técnica análoga as 4 cores usadas em algumas impressões (cyan - azul, magenta - vermelho, yellow - amarelo, e key - preto), assim os tons pontilhistas, geralmente, parecem mais claros do que quando se misturam as cores. Isto pode ser explicado por manterem espaços brancos entre os pontos coloridos. Normalmente, essas obras são feitas de tinta a óleo por conta da espessura e a não tendência de escorrer pela tela.

## Georges Seurat
Georges Seurat pode ser considerado o iniciador desta corrente artística. O seu grande contributo inovador consistiu na decomposição prismática da cor e na mistura óptica que ela provoca, deixando para segundo plano a representação do instante luminoso que tanto havia apaixonado os impressionistas. Suas obras podem ser consideradas o ponto máximo atingido pelo pontilhismo, tal como Tarde de Domingo na Ilha de Grande Jatte e a obra-prima inacabada O Circo.
Outros nomes dessa técnica são: Charles Angrand, Chuck Close, Henri-Edmond Cross, Henri Delavallée, Albert Dubois-Pillet, Louis Fabien (pseudônimo), Georges Lemmen, entre outros.

## Brasil
No Brasil, diversos artistas atuantes no período da Primeira República (1889-1930) empregaram procedimentos divisionistas, especialmente em suas paisagens e pinturas decorativas. Podemos destacar, nesse sentido, os nomes de Belmiro de Almeida, Eliseu Visconti, Rodolfo Chambelland, Artur Timóteo da Costa, Guttmann Bicho, entre outros. O painel central do teto do Foyer do Teatro Municipal do Rio de Janeiro é um exemplo de pintura decorativa  onde Eliseu Visconti empregou vários estilos e procedimentos artísticos, inclusive o pontilhismo.

## Música
O pontilhismo também se refere a um estilo musical do século XX. Nele, a sequência linear não é seguida, mas sim notas de forma isoladas que juntas proporcionam uma textura sonora similar à técnica de pintura.  

## Obras

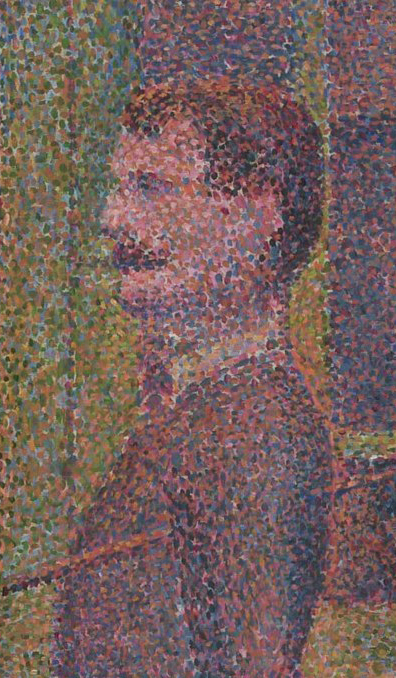
La Parade, (1889) - Georges Seurat
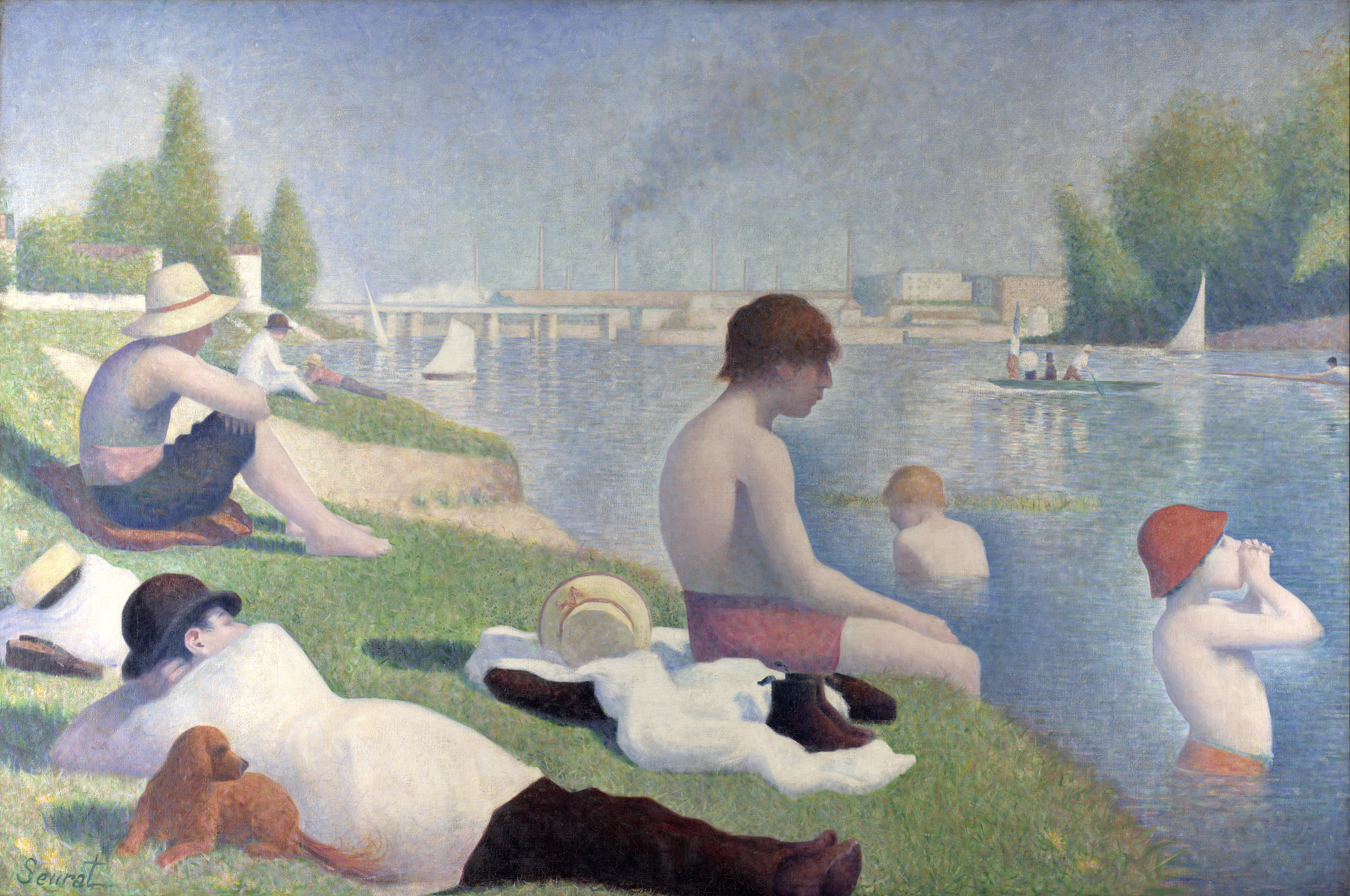
Une baignade à Asnières, (1884) - Georges Seurat
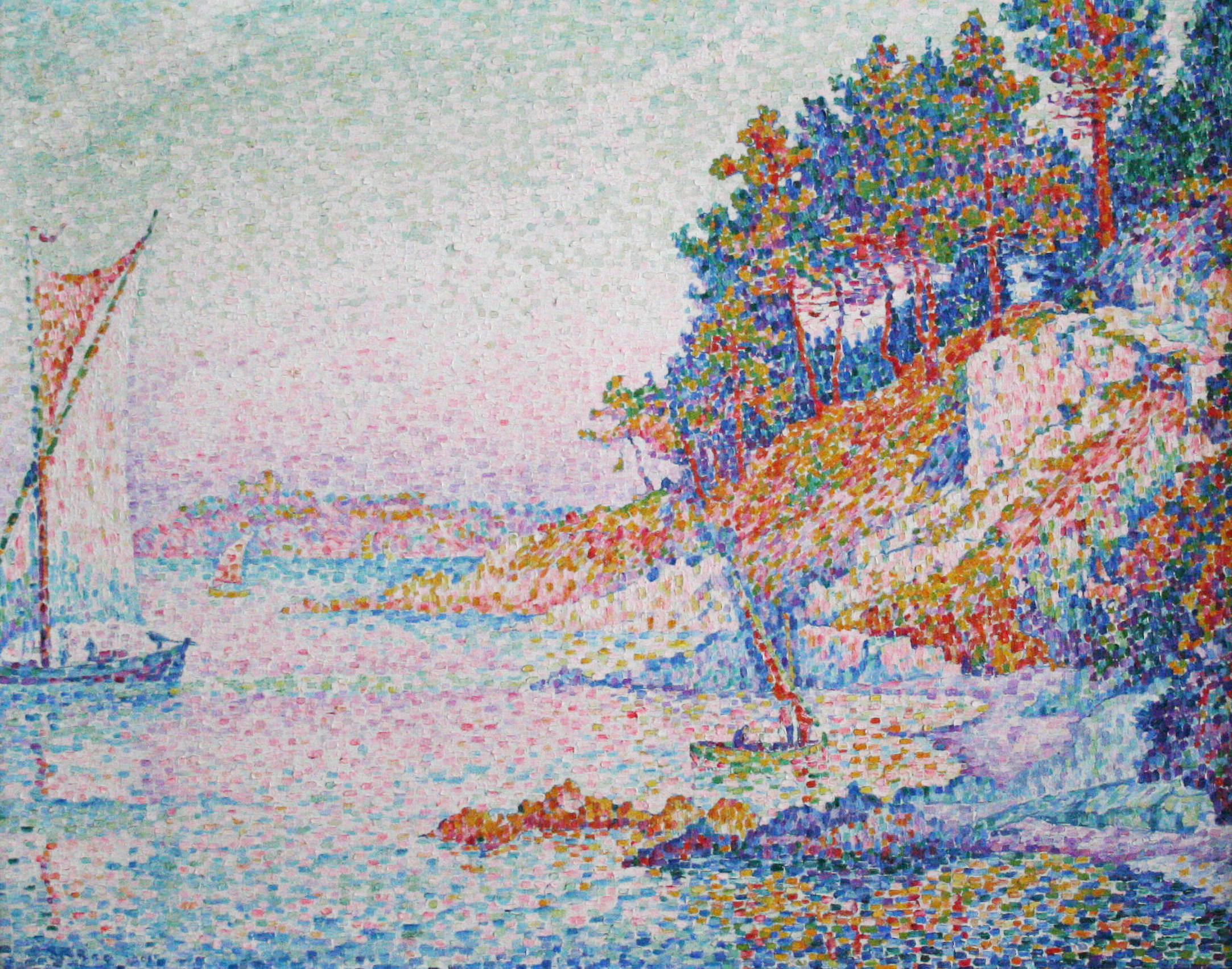
La calanque, (1906) - Paul Signac
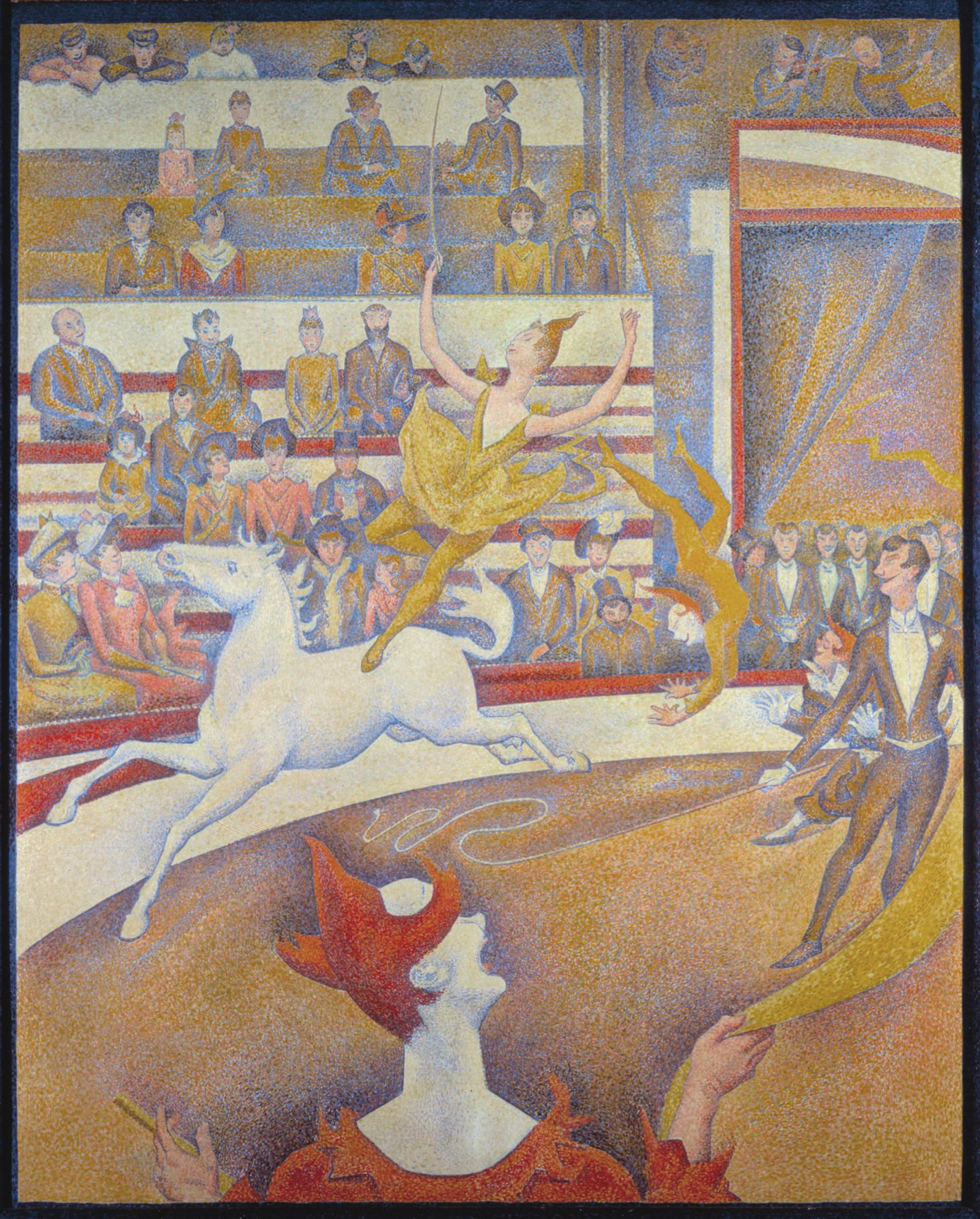
O circo (obra inacabada), 1891 - Georges Seurat
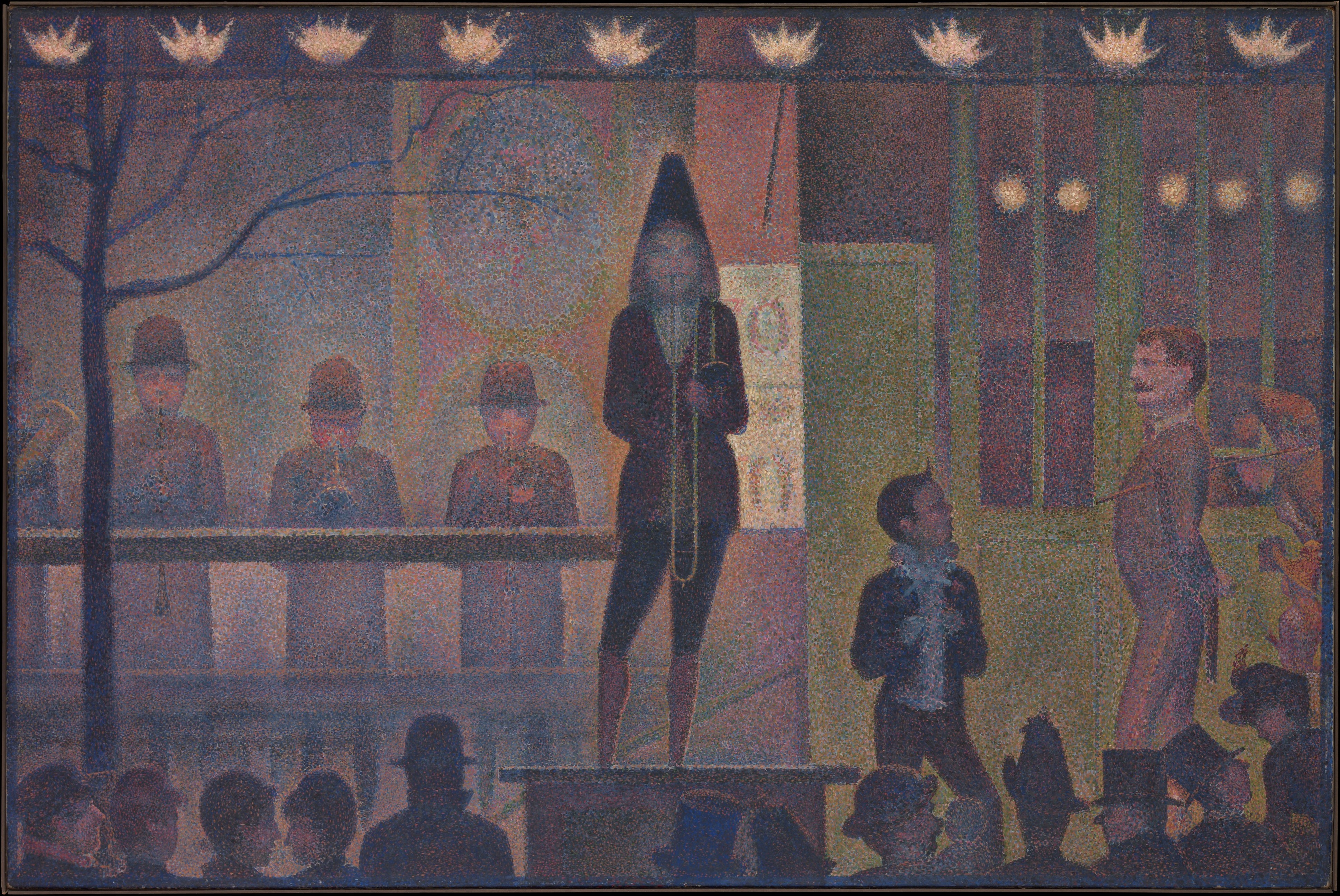
Georges Seurat, 1888, Nova Iorque.
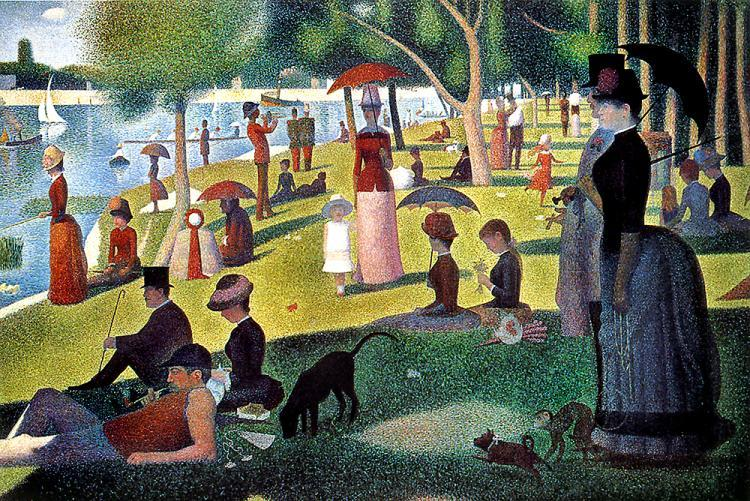
Tarde de Domingo na Ilha de Grande Jatte, 1884 – 1886.
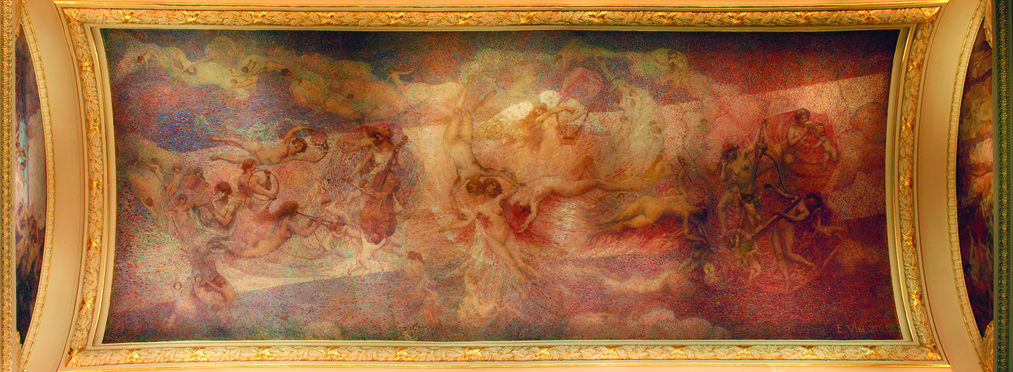
Eliseu Visconti - A Música - Painel Central do Foyer do Theatro Municipal do Rio de Janeiro - 7 x 16 m - 1916
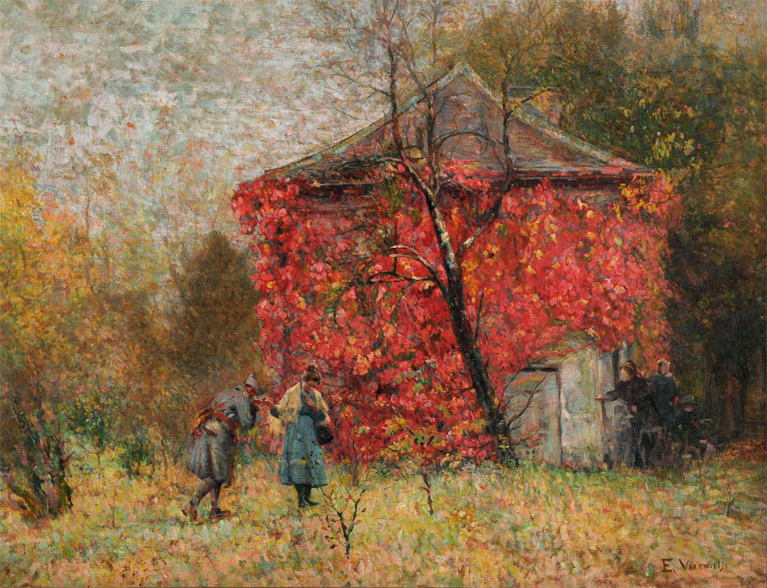
Volta às trincheiras, Eliseu Visconti - 1917

## Biologia
Na ciência biológica o pontilhismo foi muito utilizada em ilustrações científicas. A técnica feita com nanquim por conseguir representar sombras e áreas mais escuras foi muito usada na biologia. O material feito de carvão, goma laca, bórax e água é usado com bicos de pena e canetas recarregáveis e descartáveis. 
O pontilhismo feito dessa maneira fez diversas representações do mundo das plantas. Por ser uma técnica que possibilita representar regiões mais claras ou com iluminação, foi uma maneira de simbolizar os vegetais no papel. A intenção da técnica é de ressaltar não somente as estruturas das plantas, mas também sombra e luz do material ilustrado.